# Michał Goniak
Michał Goniak (ur. 1926, zm. 10 sierpnia 1965 pod Sanokiem) – funkcjonariusz Milicji Obywatelskiej.

## Życiorys
Michał Goniak urodził się 17 kwietnia lub 17 września 1926. Był synem Józefa.
Około 1951 został funkcjonariuszem Milicji Obywatelskiej. Dostąpił stopnia starszego sierżanta . Odznaczał się w trakcie swojej pracy w MO, określono go jako funkcjonariusza z powołania, był popularny i lubiany. Pracował w drużynie prewencyjnej, w grupie patrolowo-obchodowej. W grudniu 1961 wyróżnił się pomysłowością w działaniach podjętych podczas obławy na zbiegłych z więzienia Montelupich w Krakowie przestępców Jana Kuca i Tadeusza Hylaszkę, potem długo ukrywających się w lasach w okolicach Gorlic i Jasła. Działając w ramach akcji „Andrzej” w dniu 12 listopada 1963 w lesie w okolicach Dębowca pod Jasłem dokonał zatrzymania Sylweriusza Zdanowicza i Ryszarda Cholewickiego, zbiegłych zabójców dwóch milicjantów z Tarnowa . Został za to odznaczony Srebrnym Krzyżem Zasługi , a kilka dni po akcji otrzymał w Komendzie Głównej MO w Warszawie osobiste gratulacje od generała.
Był też funkcjonariuszem SB. Należał do PZPR . Do końca życia służył w Komendzie Powiatowej MO w Sanoku. Wieczorem 9 sierpnia 1965 w areszcie śledczym w Krośnie w trakcie prowadzonej kontroli celi przebywający tam pięciu więźniów (Edward Wajda, Wacław Otto, Zbigniew Przybyłowicz, Jan Bortnowski, Marian Marszałek – byli oni w wieku 20-kilku lat, osadzeni tam w wyniku posądzenia np. o kradzieże, bójkę, napaść na milicjanta), po wcześniejszym zaplanowaniu działań sterroryzowało strażników, zabrali im pistolety maszynowe, potem także przejęli broń, amunicję i granaty z magazynu, po czym zbiegli w nieznanym kierunku    . W obławie uczestniczyli funkcjonariusze podkarpackich jednostek MO oraz żołnierze WOP i KBW. 10 sierpnia 1965 o godz. 16:30 jednostka MO w Sanoku otrzymała informację o pięciu uzbrojonych mężczyznach przebywających w okolicach Kiczur . Zostali zlokalizowani na wzgórzu Kiczury. Skierowano tam sześciu milicjantów, którzy zbliżając się na miejsce zostali ostrzelani przez zbiegów . Wspinający się zboczem wzgórza na czele obławy Michał Goniak jako pierwszy dotarł do załamania na szczycie, gdzie natknął się na zbiegów. Wtedy przypuszczalnie usiłował z nimi pertraktować. Zapewne w chwili nadejścia reszty milicjantów przestępcy otworzyli ogień z broni maszynowej. Goniak został postrzelony z pistoletu maszynowego z bliskiej odległości i poniósł śmierć na miejscu    . Podczas tejże pierwszej potyczki ranny został Marszałek, którego ujęto wraz z Otto  . Pozostali trzej usiłowali uciekać, lecz wkrótce pod wsią Płowce dwaj z nich (Wajda i Przybyłowicz) poddali się, a ostatni tj. Bortnowski w zaistniałej sytuacji postrzelił się śmiertelnie    .

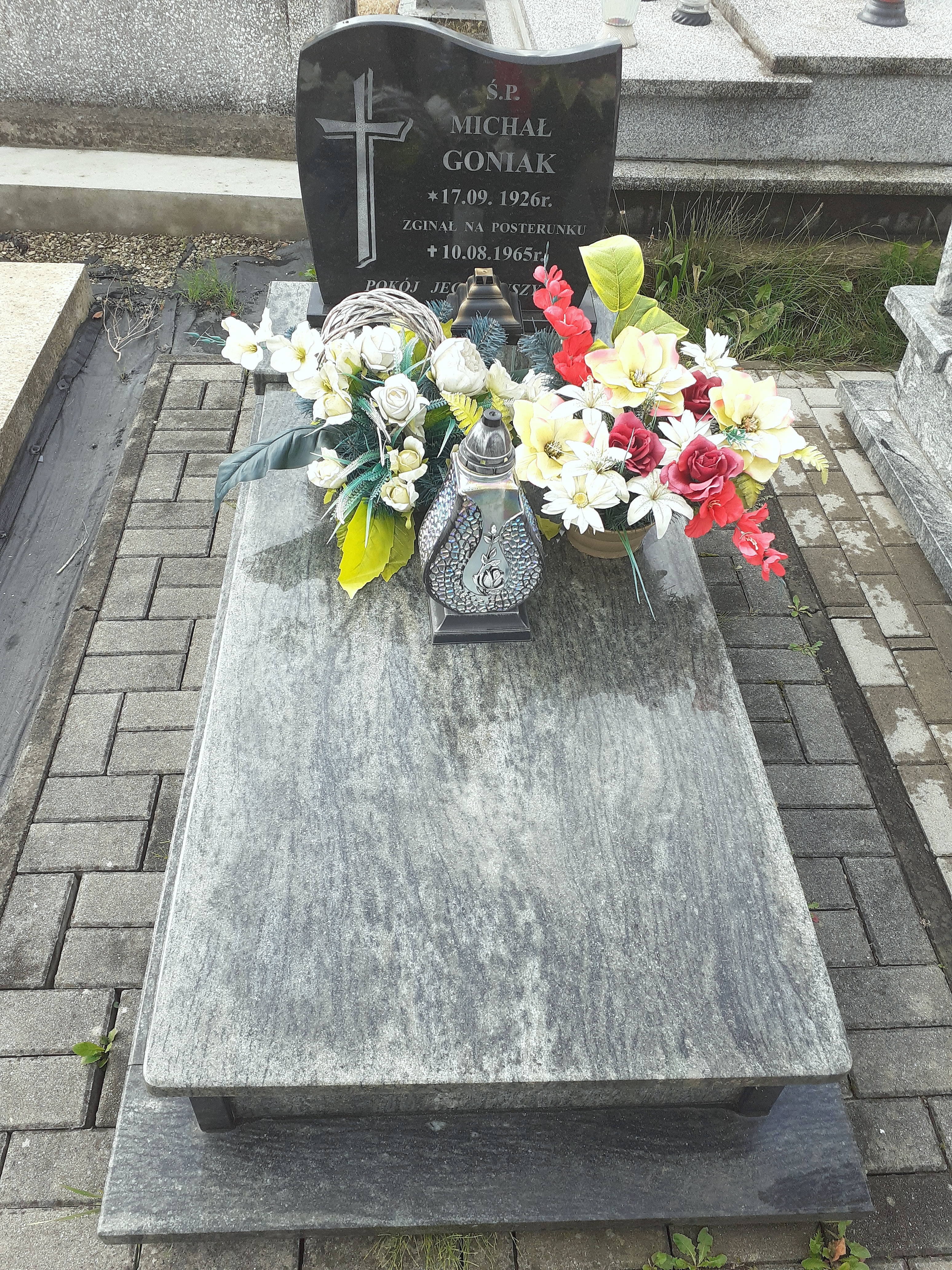
Nagrobek Michała Goniaka

Trumna z ciałem Michała Goniaka od rana 12 sierpnia 1965 została wystawiona w świetlicy Komendy Powiatowej MO w Sanoku w budynku przy ul. Henryka Sienkiewicza 5, gdzie hołd zmarłemu oddawali licznie mieszkańcy miasta . Tego samego dnia w pogrzebie uczestniczyli tłumnie pracownicy zakładów pracy, instytucji, urzędów, przedstawiciele jednostek MO i władz cywilnych . W trakcie pogrzebu trumna została udekorowana przez przewodniczącego Prezydium Powiatowej Rady Narodowej w Sanoku, Zbigniewa Dańczyszyna, Krzyżem Kawalerskim Orderu Odrodzenia Polski przyznanym Michałowi Goniakowi pośmiertnie 11 sierpnia 1965 przez Radę Państwa w uznaniu zasług . W kondukcie żałobnym trumna z ciałem milicjanta była transportowana na platformie samochodowej . Nad grobem przemawiał sekretarz Komitetu Powiatowego PZPR w Sanoku, Ignacy Bąk oraz zastępca komendanta wojewódzkiego MO płk Władysław Długosz . Michał Goniak został pochowany na cmentarzu przy ul. Rymanowskiej w Sanoku  .
Zmarły miał żonę Janinę i dwoje dzieci Grażynę i Jurka.

## Epilog
18 stycznia 1966 do Sądu Wojewódzkiego w Rzeszowie wpłynął akt oskarżenia z wnioskiem o rozpatrzenie w trybie doraźnym sprawy czterech oskarżonych . W trakcie śledztwa czterech zatrzymanych przyznało się do popełnionych czynów począwszy od czasu ucieczki z Krosna, zaś Edward Wajda potwierdził, że to on postrzelił sierż. Goniaka . Proces rozpoczął się 1 lutego 1966 . Zgodnie z zeznaniami sierżantów MO uczestniczących w zdarzeniu na wzgórzu Kiczury przybyli oni tam celem sprawdzenia przebywających w tym rejonie „turystów”, a nie poszukiwanych zbiegów i zostali zaskoczeni ostrzelaniem (byli przekonani że zbiegowie udali się z Krosna w kierunku Dukli) . Wobec rozbieżności w wyjaśnieniach oskarżonych 3 lutego 1966 przeprowadzono wizję lokalną na Kiczurze . Proces trwał cztery dni, a rozprawy toczyły się każdego dnia od rana do późnych godzin nocnych przy krótkich przerwach . Każdej z rozpraw przyglądała się publiczność w maksymalnej liczbie 150 osób, a cała sprawa była głośna w całej Polsce i relacjonowano ją w radiu oraz telewizji . Oddanie śmiertelnych strzałow do sierż. Goniaka przypisano Edwardowi Wajdzie z pistoletu H50818 . Prawomocnym wyrokiem Sądu Wojewódzkiego w Rzeszowie z 4 lutego 1966 Edward Wajda został skazany na karę śmierci, Zbigniew Przybyłowicz na karę 12 lat pozbawienia wolności, Marian Marszałek na karę 10 lat pozbawienia wolności, Wacław Otto, na karę 6 lat pozbawienia wolności .

## Upamiętnienie

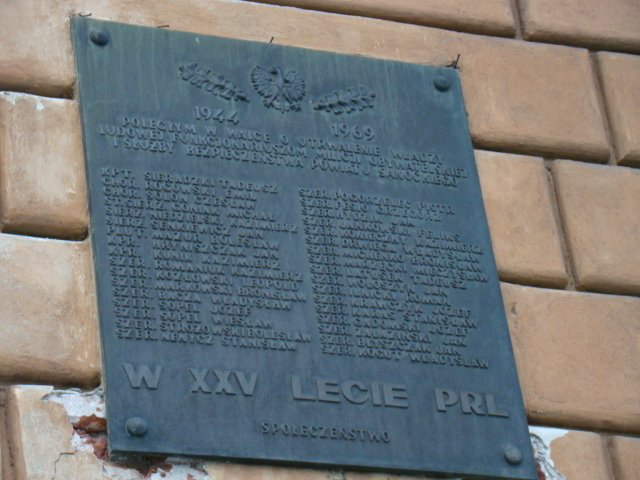
Nieistniejąca tablica pamiątkowa

Na 22 grudnia 1965 w Szkole Podstawowej Nr 5 w Koszalinie zaplanowano uroczystość nadania imienia Michała Goniaka szczepowi harcerskiemu .
11 października 1969 przy wejściu do gmachu KP MO w Sanoku została odsłonięta tablica poświęcona funkcjonariuszom SB i MO, ufundowana przez członków koła ZBoWiD przy KP MO w Sanoku. Inskrypcja brzmiała: 1944-1969 Poległym w walce o utrwalenie władzy ludowej funkcjonariuszom Milicji Obywatelskiej i Służby Bezpieczeństwa, a poniżej wymieniono 34 nazwiska oraz napis XXV lecie PRL społeczeństwo. Wśród wymienionych na tablicy był st. sierż. Michał Goniak. Po 2009 tablica została usunięta.
Historię Michała Goniaka opisał Józef Grabowicz w pierwszej części swojego reportażu pt. Najwyższa cena z 1966, zamieszczego w jego książce pt. Miłość szuka azylu z 1972. Podczas pracy nad reportażem autor sugerował władzom Sanoka przemianowanie ulicy Kiczury i nazwanie jej nazwiskiem Michała Goniaka.